# Sonaguera
Sonaguera is een gemeente (gemeentecode 0207) in het departement Colón in Honduras.
De hoofdplaats ligt in de vallei van de Sonaguera. Het is gesticht in 1536 onder de naam Señoria. Het lag in een oorlogsgebied (Spaans: Zona da guerra). Buitenlanders konden dit niet goed uitspreken en noemden het Sonaguera.

## Bevolking
De bevolking is als volgt verdeeld:
| Vrouwen | 22.792 | 51,1% |
| Mannen  | 21.782 | 48,9% |

## Dorpen
De gemeente bestaat uit 42 dorpen (aldea), waarvan de grootste qua inwoneraantal: Sonaguera (code 020701) en Isleta Central (020719).